# Архангельское (Верхнеплавицкое сельское поселение)
Арха́нгельское — деревня в Верхнехавском районе Воронежской области.
Входит в состав Верхнеплавицкого сельского поселения.

## Население
| 2000 | 2005 | 2010 |
| ---- | ---- | ---- |
| 13   | ↗16  | ↘1   |

## Улицы
В деревне имеется одна улица: Полевая.